# Kudiya
Kudiya (en népalais : कुडिया) est un comité de développement villageois du Népal situé dans le district de Nawalparasi. Au recensement de 2011, il comptait 10 058 habitants.